# Wim Hoddes

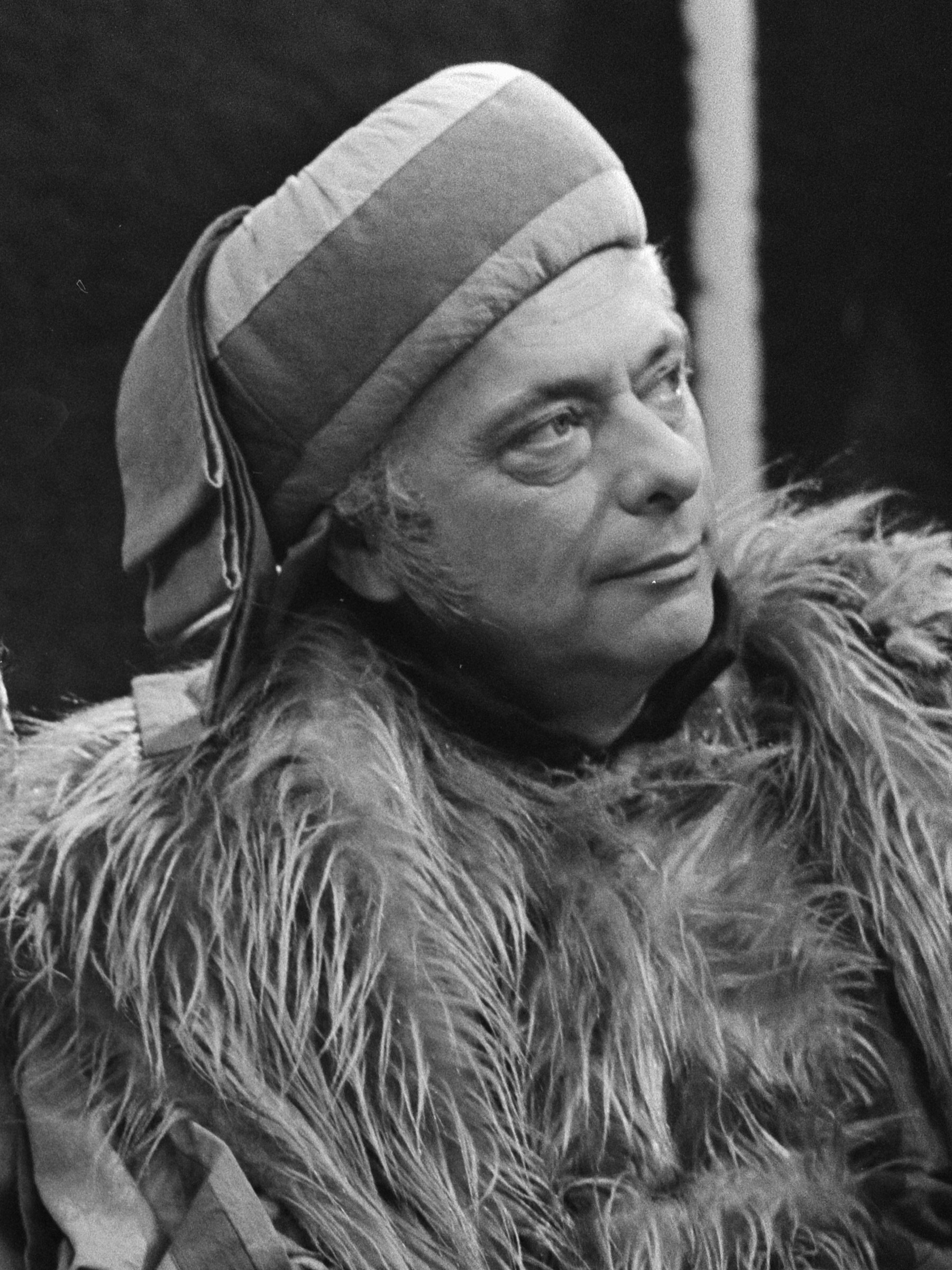
Wim Hoddes 1975 im Musical De Engel van Amsterdam

Willem Christiaan „Wim“ Hoddes (* 5. September 1918 in Amsterdam; † 24. April 2012 in Hilversum) war ein niederländischer Schauspieler und Sänger.

## Leben
Ursprünglich sollte Willem Christiaan Hoodes an der Militärakademie studieren. Aber er zog das Theater vor und begann ab 1942 als Statist beim Theaterstück Gijsbrecht van Aemstel mitzuspielen. Daraus sollte sich eine Karriere entwickeln, die über 120 Bühnen- und 80 Fernsehrollen umspannte.
Hoddes starb am 24. April 2012 an Altersschwäche in einem Altersheim in Hilversum.

## Filmografie (Auswahl)
- 1959: Jeanne d’Arc
- 1963: Zingend in de wildernis
- 1973: Türkische Früchte
- 1987: De ratelrat